# John Archibald Wheeler
John Archibald Wheeler (Jacksonville, Florida, 1911. július 9. – Hightstown, New Jersey, 2008. április 13.) kiemelkedő amerikai elméleti fizikus. Egyike Einstein későbbi munkatársainak; megpróbálta megvalósítani Einstein egyesített térelméletét. A fekete lyuk kifejezés is tőle származik. Nevéhez fűződik az egyedfejlődést bizonyos szempontból modellező Wheeler-barkochba játék is.

## Élete és munkássága
Jacksonville-ben, Floridában született. Doktorátusát a Johns Hopkins Egyetemen szerezte 1933-ban. Disszertációját Karl Herzfeld irányítása alatt írta a hélium szóródásáról és elnyelődéséről.
Ugyancsak 1933-ban Niels Bohrral megalkotta a maghasadás úgynevezett folyadékcsepp-modelljét.
A Princetoni Egyetemen 1938-tól 1976-ig fizikaprofesszor, majd az austini Texas-i Egyetemen szintén fizikaprofesszori státuszt töltött be.
Híresebb tanítványa Richard Feynman, Kip Thorne és Hugh Everett. Néhány tudóssal ellentétben ő tehetséges tanár is. Lelkesedéssel, inspirációval szolgált, képzelet útján  tanított. Miután nagy hírnévre tett szert, nem hagyta abba a tanítást, mondván, hogy a fiatal elmék a legfontosabbak.
Wheeler nagy szolgálatot tett az elméleti fizikának. 1937-ben bemutatta az S-mátrixot, mely nélkülözhetetlen része lett az elméleti fizikának.
Az atommaghasadás úttörője volt olyan tudósok társaságában, mint Niels Bohr és Enrico Fermi. Több vezető tudóssal egyetemben a második világháború alatt félbeszakította akadémiai karrierjét, hogy részt vegyen az amerikai atombomba előállításában, a Manhattan tervben, a Washington állambeli Harfordban, ahol reaktorokat építtettek, hogy plutóniumot termeljenek a bombához, amelyet később Nagaszakira dobtak le.
Majd folytatta munkáját az amerikai hidrogénbomba előállításában a Matterhorn B-terv keretei között.
Ezután visszatért Princetonba, hogy folytathassa karrierjét. 1957-ben, mialatt az általános relativitáselmélet kibővítésén munkálkodott, bevezette a köztudatba a féregjárat fogalmát, ezzel megnevezve a téridőben fellelhető alagutakat.
Az 1950-es években megalkotta a geometrodinamika elnevezésű elméletét a fizikai jelenségek fizikai és ontológiai redukciója céljából, melyben olyan magyarázatok keresését tűzi ki céljául, mint például a gravitáció és elektromágnesesség visszavezetése egy görbült téridő geometriai tulajdonságáig. Mivel elmélete a teret az anyaggal azonosítja, gyakran kritizálták úgy, mint Descartes és Spinoza filozófiájának továbbfejlesztett változatát. Wheeler geometrodinamikája nem tudott néhány fontos fizikai jelenséget megmagyarázni, például a fermionok létezését vagy a gravitációs szingularitásokat. Ezért Wheeler elvetette ezen elméletét a '70-es évek elején.
Általános relativitáselméletbeli munkájában, mely tartalmazza a gravitációs összeomlás elméletét; bevezette a fekete lyuk fogalmat 1967-ben. Úttörője volt továbbá a kvantumgravitáció területén is (Bryce DeWittel) a Wheeler-DeWitt egyenlet (vagy ahogyan ő hívja, "az Univerzum hullámfüggvénye") megalkotásával.
1979-ben Wheeler beszédet tartott az American Association for the Advancement of Science (AAAS)-ben, melyben arra kérte őket, hogy utasítsák ki a parapszichológiát körükből (melyet egyébként ő 10 évvel korábban Margaret Mead kutató kérésére elismert. A parapszichológiát áltudománynak nevezte. (Gardner 1981) Ezt a javaslatát elutasították, és a Parapszichológiai Társaság máig tagja az (AAAS)-nek.
Egy irodát vezetett a Princeton-i Jadwin Hallban 2006-ig. Filozófiailag is aktív volt, fizikai témában igen sok könyvet írt.

## Magyarul megjelent művei
- Edwin F. Taylor–John Archibald Wheeler: Téridő-fizika; ford. Abonyi Iván; Gondolat, Bp., 1974
- Edwin F. Taylor–John Archibald Wheeler: Téridőfizika; ford. Abonyi Iván; Typotex, Bp., 2006

## Díjai
- Enrico Fermi-díj (1968)
- Oersted Medál (1983)
- Albert Einstein Medál (1988)
- Matteucci Medál (1993)
- Wolf-díj (1997)